# Ахмеров, Касим Закирович
Касим Закирович Ахмеров (баш. Ҡасим Закир улы Әхмәров; 7 ноября 1900, Бураево, Уфимская губерния — 11 февраля 1969, Уфа) — башкирский языковед, доктор филологических наук (1963), профессор (1965).

## Биография
Ахмеров Касим Закирович родился 7 ноября 1900 года в селе Бураево Бирсского уезда Уфимской губернии (ныне райцентр Бураевского района Республики Башкортостан).
В 1919 году заканчивает медресе «Расулия» г. Троицк.
С 1928 года являлся сотрудником Научного общества по изучению быта, истории и культуры башкир.
С 1938 года — старший научный сотрудник, заведующий отделения Башкирского института языка, литературы и истории имени М.Гафури.
«Орфографический словарь башкирского литературного языка» — этот словарь под редакцией К. З. Ахмерова увидел свет в двух изданиях в 1942 и 1952 годах, также им была написана и первая книга об истории башкирского письма, письменной традиции башкир с древности до современности.
Он является автором более 100 научных трудов, в том числе 3 монографии — по синтаксису простого и сложного предложений в башкирском языке, по истории башкирского письма и орфографии. Является автором учебников башкирского языка для педагогических училищ и средних школ.

## Научные труды
- Информирование и развитие башкирского литературного языка. М., 1948;
- Русско-башкирский словарь. М., 1948 (соавт.);
- Орфографический словарь башкирского литературного языка. 1952;
- Языкознание в Башкирии //Вопросы языкознания, 1953, № 3;
- Башкирско-русский словарь. М., 1958 (соавт.);
- Из истории башкирской письменности. Уфа, 1972.